# Danson Tang
 (juillet 2020).
Si vous disposez d'ouvrages ou d'articles de référence ou si vous connaissez des sites web de qualité traitant du thème abordé ici, merci de compléter l'article en donnant les références utiles à sa vérifiabilité et en les liant à la section « Notes et références ».
Danson Tang (唐禹哲), né le  2 septembre 1984, à Keelung, Taïwan, est un acteur, animateur et chanteur taïwanais.

## Séries TV
- 2004 : Blazing Courage : Tang Yun Sheng
- 2005 : Nine-Ball, CTV : Ah Cao
- 2005 : Ai Lian Kuang Chong (愛戀狂潮)
- 2005 : KO One, GTV : Lei Ke Si
- 2006 : Xing Fu Pai Dian Bing Xiang, PTS : Lin Mu Bo
- 2006 : Hanazakarino Kimitachihe, CTS/GTV : Liang Si Nan
- 2007 : Summer x Summer, CTS/GTV : Tian Guang Zhen
- 2007 : The X-Family, GTV : Xia Lan Xing De Yu and Gui Feng
- 2007 : They Kiss Again, CTV : Gan Gan
- 2008 : Rolling Love, GTV : Leng Lie
- 2009 : I Use Music to Say I Love You : Jiang Ming Hao
- 2011 : Material Queen, CTS : Li Hai
- 2013 : A Hint of You, SETTV : Du Huai An
- 2013 : Xing Fu Pu Gong Ying, NextTV : Song Li Xing
- 2014 : Fabulous 30, SETTV : Edward
- 2015 : Love In Time, HKTV : Roy Thackeray
- 2015 : Murphy's Law of Love, SETTV
- 2015 : Love Actually
- 2016 : The Adventure for Love
- 2017 : Boy Hood : Bai Zhou
- 2018 : Last Friend : lui-même (caméo)
- 2019 : Love Under The Moon : Shen Ju'an
- 2020 : Magical Legend : Zuo Chu
- 2020 : Young Days No Fears : Gao Tian Shuo

## Films
- 2010 : Armor Hero Emperor
- 2013 : Midnight Microblog